# Do Re millones, la orquesta de la fortuna
Do Re Millones, la orquesta de la fortuna fue un concurso musical de Caracol Televisión que se emitía en las tardes; este entregaba hasta 10 millones de pesos colombianos a los participantes. Lo conducía Mauricio Vélez (que fue el presentador del programa matutino Día a día) en su primera temporada. A partir de las 2 últimas temporadas lo presentó Marcelo Cezán junto a Vivi Kim y César Escola.

## Trama
El programa consistía en que tenían que pasarse entre el público un instrumento (tipo "Tingo, Tingo Tango"). El que se quede con el instrumento (puede ser un corno francés, un trombón, un saxofón o una trompeta) al final de la canción participa una vez que lo haga sonar. El juego comienza cuando al participante le entregan 2 millones de pesos. Luego de esto escoge una de las 7 notas de la escala musical, cada nota tiene un género musical. Cada instrumento posee un valor diferente y una computadora elige al azar el precio. El participante elige su instrumento, lo paga y el instrumento toca una parte de una canción, y el participante la debe adivinar. Después de que adivine la canción hay un tocadiscos con un LP (long play). El participante tiene que girarlo, y puede multiplicar el dinero que le queda por 2, 3, 4 y hasta por 5, o puede quedarse sin nada si el tocadiscos para en la casilla Pierde todo, y también existía la posibilidad de volver a girar el tocadiscos cuando llegaba a la casilla Gire de nuevo. Cada multiplicador tiene un juego excepto el 5. Al final del programa los últimos tres participantes que reunieron juegan La Gran Final, en la que los participantes deben saber el nombre de la canción presionando un botón. El que tenga más aciertos gana y participa por un carro 0 km. Allí, el concursante final elige entre los dieciséis músicos y si el músico que eligió posee la llave que abre el carro, ganará, si no, el concursante tiene un premio de consolación.

## Especial Infantil
El 12 de julio de 2013, Do Re Millones hace por primera vez un episodio infantil. La temática fue casi igual pero el niño va a jugar junto a un adulto responsable, al adulto le entregan el dinero y al niño le entregan 16 monedas de chocolate cada vez que pagan el adulto entrega el dinero computado y el niño entrega una moneda de chocolate.

## Equipo del programa

### Maestros
- Rodolfo Martínez: Piano
- Erika Vega: Viola
- Juan Pablo Arango: Violín
- Juan Pablo Sánchez: Flauta Traversa y Flautín
- Luz Helena Parra: Saxofón Tenor
- Adalber Gaviria: Saxofón Alto y Saxofón Barítono
- Juan José Meneses: Sintetizador y Acordeón
- Nelson Amarillo: Batería
- Cristian Barreto: Bajo
- Sergio Solano: Guitarra eléctrica y acústica
- Álex Martínez: Percusión
- Carlos Acosta: Trompeta 1
- Yesid Para: Trompeta 2
- Jairo Muñoz: Trombón 1
- Germán Mauricio Ruiz González: Trombón 2
- César Escola: Dirección

## Canciones de recreación
El concurso tiene sus canciones para recrear a la gente a la mitad del programa. En las primeras temporadas, Mauricio cantaba "la estamos pasando bueno" en forma de trova. Cuando buscan al participante cantan "Pasa, pasa el instrumento" mientras pasan el instrumento que se pase en el público, bien sea el trombón, corno, saxofón o trompeta, esta canción iba más rápido mientras se pasaba el instrumento musical entre el público. Y por el tocadiscos "gira, gira el tocadiscos, mucha plata te podrás ganar". La estrategia se mantuvo igual tras la llegada de Marcelo Cezan al programa.

## Juegos del tocadiscos de la fortuna
- Bailando con Wii: El participante juega el juego de danza de Wii "Just Dance 3" si consigue al menos 2500 puntos gana el juego.
- El coctel musical: El maestro Escola mezcla 3 canciones de cualquier género y el participante debe adivinar al menos 2 de esas canciones.
- Yosi canto: La modelo Vivi Kim "Yositoko" canta la melodía de una canción, pero en coreano y el participante debe adivinar cómo se llama la canción.
- Gana por 2, 3, 4 o 5: El participante multiplica el dinero que le sobra.
- En reversa: El maestro Escola coloca al revés una canción y el participante debe adivinar el título.
- Musicleta: El participante se sube a una bicicleta en la que debe mantener el ritmo de la canción que este sonando mientras pedalea.
- El Piano de Escola: El participante debe seguir la secuencia que el maestro Escola haga en un piano tocado con los pies.
- La Pista: Basado en el programa-concurso La Pista, el concursante debe seguir la coreografía de 3 bailarinas.
- Batuta: El participante dirige la orquesta a su propio estilo.
- Caiga en la nota: El concursante debe completar la canción que en cierto momento es detenida.
- Lectura de labios: El concursante deberá leer los labios en la gran pantalla para descifrar la canción que esta "cantando".
- Gire de nuevo: El concursante tiene la posibilidad de girar de nuevo el tocadiscos.
- Semifinal: Cuando los 3 concursantes pasan a la final, deberán adivinar la mayor cantidad de canciones que la orquesta está tocando, para pasar por el premio final que era un carro 0 kilómetros.
- Juego Final: Cuando el último participante ganaba el juego semifinal, debe escoger 1 de las 16 llaves para abrir el carro, y si lo lograba se ganaba el vehículo como premio final, pero si no lograba abrir el carro perdía el concurso automáticamente.

## Programa especial de Aniversario
Al aniversario 3 y 2 de los programas de El precio es correcto y Do Re millones, ambos programas se unieron para hacer la celebración de un especial de 19 capítulos que se hizo llamar Tardes ganadoras, desde el 3 de marzo al 4 de abril de 2013, con juegos nuevos y la unión de los presentadores de cada programa.